# Mads Winther
Mads Skøtt Winther (født 20. oktober 2001) er en dansk fodboldspiller som spiller højre back hos Superliga-klubben SønderjyskE.

## Karriere
Winther spillede først i først i Dybbøl IU og siden i FC Sønderborg, inden han som U/15-spiller skiftede til Haderslev FK.

### SønderjyskE
Den officielle debut for klubbens førstehold fik han i DBU Pokalen mod BK Viktoria den 5. september 2019, da han startede inde og spillede alle 90 minutter. Han skrev i december 2019 under på en toårig kontrakt, der ville begynde i sommeren 2020. Det ville ske, samtidigt med at han gik fra være til U/19-spiller til en permanent del af klubbens førstehold.
Mads Winther fik sin Superliga-debut for SønderjyskE den 8. juli 2020 i en kamp mod Lyngby Boldklub i sæsonens sidste kamp. Han fik fire minutter på banen, hvor han erstattede Emil Frederiksen.

## Titler

### Klub
SønderjyskE
- Sydbank Pokalen: 2020